# Gallarda

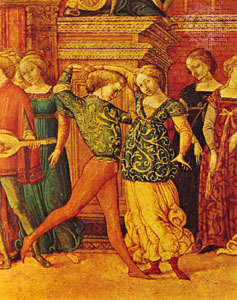
Gallarda en Siena, Italia, Siglo XV

La gallarda (inglés: galliard, francés: gaillarde) fue una forma musical y danza del Renacimiento, popular en toda Europa en el siglo XVI. Se la menciona en manuales de danza de Inglaterra, Francia, España, Alemania e Italia, entre otros. Los ejemplos más antiguos de esta danza se conservan en la ciudad de París aunque su origen es italiano. En cuanto al compás decir que es principalmente un compás binario compuesto, es decir, un 6/8, aunque puede haber casos en los que encontremos la intercalación de este compás con compases en hemiolia.

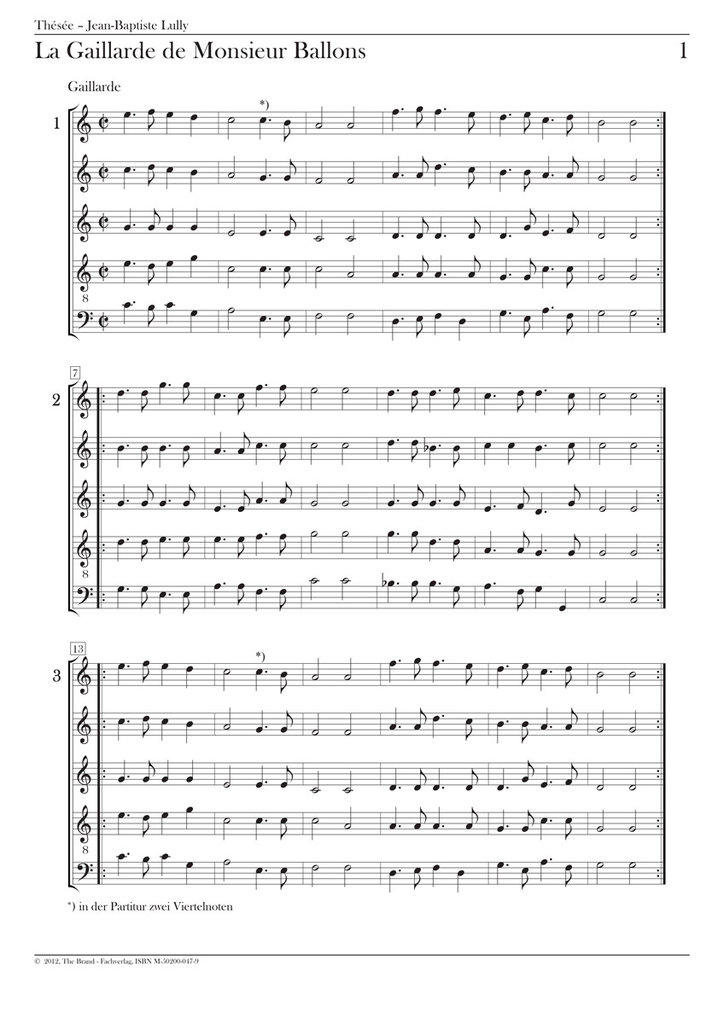

La gallarda es improvisada, con los danzarines combinando patrones de pasos que ocupan uno o más compases de música. En una medida, la gallarda tiene típicamente cinco pasos.Un patrón de gallarda puede duplicar o más su duración, lo que involucrará 11 pasos, 17 pasos y así sucesivamente. 
La función de la gallarda es ir unida a otra danza, principalmente a una Pavana, aunque también puede estar unida a otros tipos de danzas, aunque no tan frecuente como la pavana, toma el tema de la danza que sigue y la transforma rítmicamente. Es semejante al Saltarello y a la Romanesca, con pasos para la danza similares a estos dos pero más vivos, con más fuerza y vigor, combinando pasos sencillos y los cinco pasos mencionados anteriormente, aunque en su estilo musical no hay alguna diferencia.  
Fue el baile favorito de la reina Isabel I de Inglaterra. Como prueba de que era un baile vigoroso, puede recordarse un informe de John Stanhope, cuando la reina promediaba sus cincuenta años:
"La Reina está tan bien como se lo aseguró...sus ejercicios habituales son seis o siete gallardas en un día, además de tocar música y cantar".
Además de usarse como danza completa, los pasos de gallarda se usaron además dentro de otras formas de baile. Por ejemplo , en el manual de danza de Fabritio Caroso (Italia, s. XVI), y en el de Cesare Negri, las danzas desarrolladas incluían una sección de "gallarda" . 
Un paso especial que se usaba durante la gallarda era denominado "la volta", un acercamiento cerrado e íntimo con la pareja, con la dama elevada por el aire y ambos rotando 270 grados dentro de un período de seis tiempos. La volta fue considerada muy escandalosa, y muchos maestros de baile consultaban antes de obligar a realizarla. 
Otro paso especial utilizado durante una Gallarda era el "salto del fuego" , descrito en el libro de danzas de Negri, que consistía en un paso de gallarda terminado con un giro de 180 o 360 grados, durante el cual el danzarín pateaba a una altura media entre rodilla y cintura.
Los ejemplos más antiguos que conservamos son:
-Six Gaillardes et Six Pavannes (1530) Pierre Ataingant
-Quatorze Gaillardes Neuf Pavannes (1531) Pierre Ataingant
-Intabolatura Sopra Lauto (1546) Giulio Abondante
-Intabolatura de Lauto (1546) Antonio Rotta
PAVANE - GAILLARDE N° 6, Estienne du Tetre ed. 1557, Paris. Pro Musica Antiqua, Milano

## Forma musical
Composiciones musicales en forma de gallarda parecen haberse escrito e interpretado mucho después de caer el baile en desuso. En las suites y otras obras, la gallarda a menudo cumple un rol de "post-danza", escrita en 6/8, que sigue e imita a otra pieza, generalmente una pavana, escrita en 4. El ritmo distintivo del 6/8 puede ser todavía oído en canciones como God Save the Queen (himno nacional del Reino Unido) en las naciones del siglo XVI por el lado de Francia por los colonizadores de la Revolución Francesa.